# Masato Tashiro
Masato Tashiro (jap. 田代 眞人 Tashiro Masato; * 1948) ist ein japanischer Virenforscher (Infektiologe) am Nationalinstitut für Infektionsforschung in Tokio. Er leitet dort das WHO Collaborating Center on Influenza. Sein Labor koordinierte im Auftrag von UN und WHO die Forschung bezüglich der Vogelgrippe H5N1 im gesamten Asien.

## Wissenschaftlicher Lebenslauf
- 1969–1975: Studium an der Tohoku University School of Medicine
- 1975: Ausbildung im Bereich der inneren Medizin im Iwaki City General Hospital, Erwerb des Berufsdoktorats (M.D.)
- 1977: Assistenz am bakteriologischen Institut der Yamagata University School of Medicine
- 1983: Erwerb des Doktorgrads (Ph.D.)
- 1984: Gaststudent bei der Alexander-von-Humboldt-Stiftung im virologischen Institut der Universität Gießen
- 1988: Associate Professor beim virologischen Institut der Jichi Medical School
- 1994–1997: Direktor des Department of Virology 1 (nationales Gesundheitsinstitut)
- seit 1997: Direktor des Department of Viral Disease and Vaccine Control National Institute of Infectious Diseases
- seit 2002: Direktor des WHO Measles Special Laboratory und des Regional Reference Center for Measles
- seit 2003: Direktor des WHO SARS Reference Laboratory
- seit 2004: Director des WHO H5N1 Avian Influenza Research Network Laboratory

## Bekanntgabe eines Geheimberichts zur Vogelgrippe H5N1
Auf der Abschiedsvorstellung von Hans-Dieter Klenk, wohl dem bekanntesten Epidemiologen Deutschlands und Leiter des virologischen Hochsicherheitslabors in Marburg, trug er am 19. November 2005 im Marburger Universitätsklinikum ihm bei einer Forschungsreise durch die chinesische Provinz Hunan zugespielte Informationen über das wahre Ausmaß der Vogelgrippe H5N1 in China vor.
Laut Angaben dieses unautorisierten Reports kam es in China bis zu diesem Zeitpunkt zu mehreren Dutzend Influenza A/H5N1-Ausbrüchen. Laut Tashiro gibt es „mindestens dreihundert nachgewiesene Todesfälle in China“, mehr als dreitausend Menschen seien in Quarantänestationen eingeliefert worden und bei sieben Erkrankten gelte eine „Mensch-zu-Mensch-Übertragung [als] wahrscheinlich“. Offiziell war bis dahin nur von einer Handvoll Infizierter die Rede. Schwere Vorwürfe erhob er in diesem Zusammenhang gegen die in seinen Augen repressive Politik Chinas. So berichtete er von der Verhaftung von zumindest fünf medizinischen Mitarbeitern, welche die von ihm vorgelegten Zahlen an die Öffentlichkeit bringen wollten. Die chinesische Regierung würde Forscher, die die Zahlen publizieren wollten, einschüchtern. Acht Journalisten seien in dieser Sache verhaftet worden. Er meint: „Wir werden systematisch belogen“, warnt jedoch vor übertriebenem Alarmismus, weil die von ihm vorgestellten Zahlen nicht für einen Katastrophenfall stehen.

### Folgen
Die WHO distanzierte sich nach wenigen Tagen von Tashiros Aussagen mit der Begründung, der Forscher habe sich von Informationen einer Internetseite irreführen lassen. Dies steht jedoch im Konflikt mit den Aussagen des Epidemiologen in Marburg. Tashiro selbst hat später nicht mehr zu diesem Vorfall geäußert und ist nicht von seinen Funktionen entbunden.